# Womey
Womey est une ville de Guinée et une sous-préfecture de la préfecture de Nzérékoré, d'une population de 12 828 habitants (recensement de 2014). Située à 52 km de la ville de Nzérékoré, Womey a été érigée en sous-préfecture le 10 mars 1980. La population est essentiellement agropastorale.